# Усилительный Пункт (Сверчково)
Усилительный Пункт (Сверчково) — деревня в Гагаринском районе Смоленской области России. Входит в состав Никольского сельского поселения. 
Расположена в северо-восточной части области в 4,5 км к югу от Гагарина, в 0,1 км южнее автодороги М1 «Беларусь», на берегу реки Большая Гжать. В 6 км севернее деревни расположена железнодорожная станция Гагарин на линии Москва — Минск.
В деревню входят три кирпичных двухэтажных здания и несколько частных домов барачного типа. До недавних пор работал клуб, где были различные спортивные секции. Там же проводились и дискотеки.

## История
В годы Великой Отечественной войны деревня была оккупирована гитлеровскими войсками в октябре 1941 года, освобождена в марте 1943 года. 